# Larry Knight
Larry Knight (* 5. November 1956 in Detroit) ist ein ehemaliger US-amerikanischer Basketballspieler.

## Werdegang
Der 2,03 Meter große Flügelspieler war auf Hochschulebene Mitglied der Mannschaften des Ellsworth Community College im US-Bundesstaat Iowa und anschließend von 1977 bis 1979 der Loyola University Chicago. In 54 Spielen für Loyola erzielte Knight Mittelwerte von 17,6 Punkten und 13,5 Rebounds je Begegnung. Im Draftverfahren der NBA im Jahr 1979 entschied sich die Mannschaft Utah Jazz, Knight an insgesamt 20. Stelle auszuwählen. Der Sprung in die NBA gelang ihm jedoch nicht.
Knight spielte von 1979 bis 1981 in der US-Liga Continental Basketball Association (CBA). Im Spieljahr 1979/80 war er Mitglied der Anchorage Northern Knights und gewann mit ihnen als Leistungsträger den Meistertitel in der CBA. 1980/81 stand der Flügelspieler in Diensten der Billings Volcanos.
Im Vorfeld der Saison 1984/85 wechselte Knight aus Frankreich nach Deutschland zum Bundesligisten USC Heidelberg. Mit einem Punkteschnitt von 26,6 je Begegnung war er der beste Korbschütze der Bundesliga-Hauptrunde. Knights Höchstwert in der Bundesliga waren 44 Punkte, die er gegen den SSV Hagen erzielte. Er verfehlte mit Heidelberg knapp den Sprung in die Endrunde, in der Qualifikationsrunde ereilte ihn mit dem USC der Bundesliga-Abstieg. Knight zog in die Niederlande weiter und stand 1985/86 bei Nashua Den Bosch unter Vertrag. In 31 Ligaeinsätzen kam er für Den Bosch auf einen Mittelwert von 19,6 Punkten und gewann mit der Mannschaft den Meistertitel. Er trat mit Den Bosch während der Saison 1985/86 ebenfalls im Europapokal der Landesmeister an. In der ersten Runde schaltete er mit seiner Mannschaft den schwedischen Vertreter Solna IF aus, Knight kam in Hin- und Rückspiel auf insgesamt 42 Punkte. In der zweiten Runde des Wettbewerbs wartete Maccabi Tel Aviv. Knight und Den Bosch verloren beide Spiele gegen die israelische Spitzenmannschaft, der US-Amerikaner erzielte gegen Tel Aviv 21 Punkte im Hin- sowie 25 Punkte im Rückspiel.